# ハワイ (原子力潜水艦)
| USS Hawaii (SSN-776) |                                                   |
| 艦歴                 |                                                   |
| 発注                 | 1998年9月30日                                     |
| 起工                 | 2004年8月27日                                     |
| 進水                 | 2006年6月17日                                     |
| 就役                 | 2007年5月5日                                      |
| その後               |                                                   |
| 性能諸元             |                                                   |
| 排水量               | 7,800トン                                         |
| 全長                 | 114.9 m (377 ft)                                  |
| 全幅                 | 10.3 m (34 ft)                                    |
| 吃水                 |                                                   |
| 機関                 | S9G 原子炉                                        |
| 最大速               | 水上：25ノット (46 km/h) 水中：32ノット (59 km/h) |
| 潜行深度             | 800 ft (250 m)                                    |
| 兵員                 | 士官、兵員134名                                   |
| 兵装                 | VLS 12基 21インチ魚雷発射管 4基                   |
| モットー             | Kūpale ‘Āina ("Defend the Land")                  |

ハワイ (USS Hawaii, SSN-776) は、アメリカ海軍の攻撃型原子力潜水艦。バージニア級原子力潜水艦の3番艦。艦名はハワイ州に因み、その名を持つ艦としては1隻目（同名の艦として大型巡洋艦（アラスカ級大型巡洋艦）の「ハワイ」があるが未就役）。

## 艦歴
ハワイは2004年8月27日にコネチカット州グロトンのジェネラル・ダイナミクス・エレクトリック・ボート社で起工した。2006年6月17日にリンダ・リングルハワイ州知事によって命名、進水する。
2006年12月22日に予定より早く海軍に引き渡され、2007年5月5日にデヴィッド・A・ソルムズ艦長の指揮下就役した。

## 外部リンク

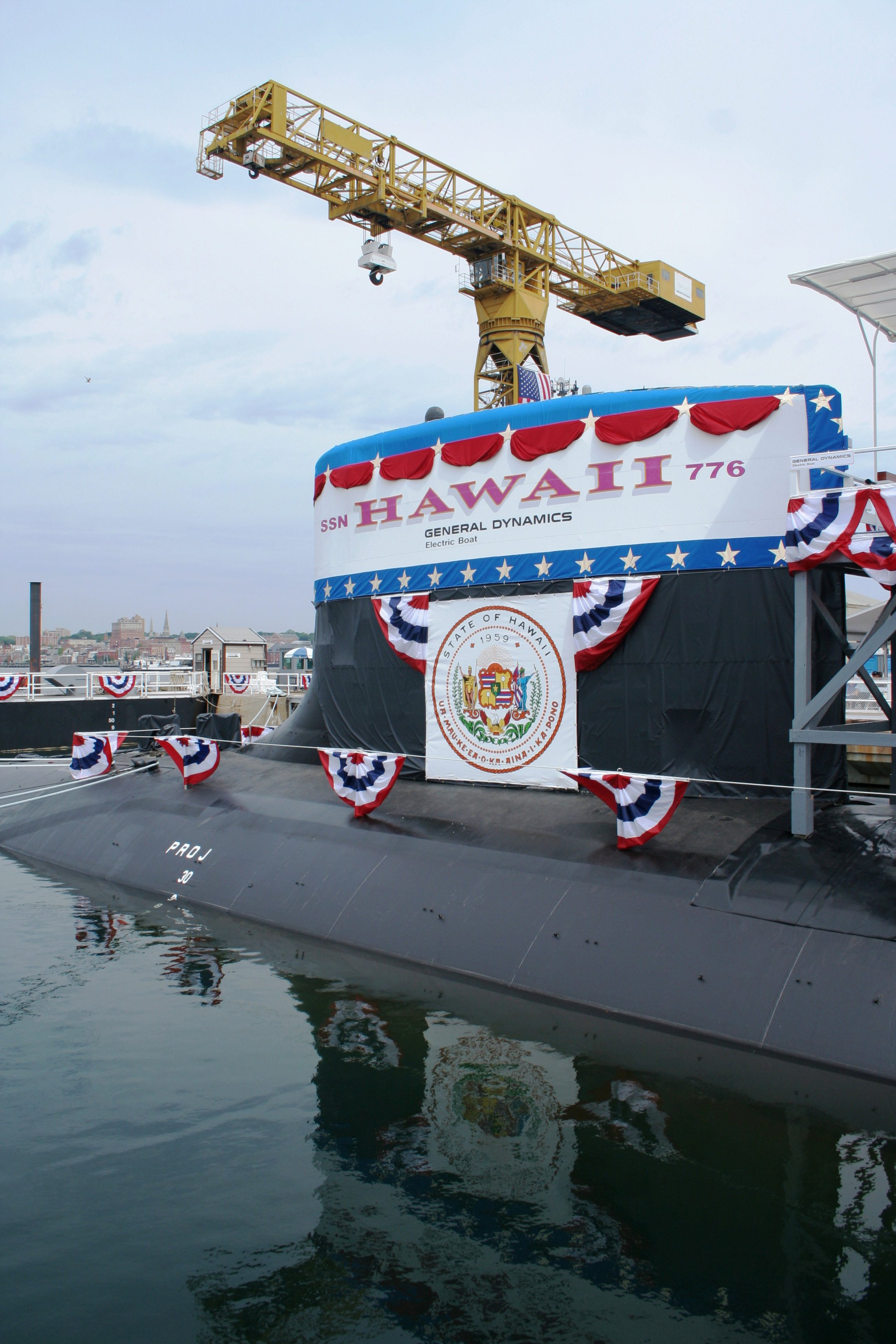
USS Hawaii (SSN-776)